# Совещательная речь
«Совещательная речь» — речь, произнесённая древнегреческим оратором Андокидом, текст которой практически полностью утрачен. Упоминается Фотием, по словам которого, оратор говорил о господстве на море и использовал глагол «угощать» вместо более уместного «угощаться».
Предположительно Плутарх имеет в виду это же выступление, когда пишет о речи Андокида «К товарищам», в которой оратор рассказывал, будто «афиняне нашли останки Фемистокла и разбросали их по ветру». Андокид здесь говорил явную неправду; его целью, по словам Плутарха, было «возбудить сторонников олигархии против народа». Эта речь могла быть обращена к членам гетерии Эвфилета, и тогда её следует датировать временем до 415 года до н. э.